# Безумный Макс: Дорога ярости
«Безу́мный Макс: Доро́га я́рости» (англ. Mad Max: Fury Road) — постапокалиптический боевик австралийского режиссёра Джорджа Миллера, четвёртый фильм в серии фильмов о Максе Рокатански. Главную роль исполнил британский актёр Том Харди; в других ключевых ролях снялись Шарлиз Терон, Николас Холт и Хью Кияс-Бёрн. Спустя неделю после выхода фильма был выпущен лимитированный комикс, который связал события «Дороги ярости» с предыдущим фильмом серии — «Под куполом грома». Фильм на протяжении многих лет находился в «производственном аду» — работа над «Дорогой ярости» началась ещё в 1997 году.
Действие происходит в постапокалиптическом будущем после падения цивилизации. В течение фильма герои на грузовике пытаются пересечь пустыню и добраться до легендарных «Зелёных Земель» на востоке; их преследует тиран Несмертный Джо, считающий женщин-пассажирок грузовика своей похищенной собственностью. Премьера фильма состоялась 7 мая 2015 года в Китайском театре TCL в Лос-Анджелесе; в международный прокат, включая внеконкурсный показ на 68-м Каннском международном кинофестивале, картина вышла 14 мая 2015 года.
Фильм примечателен большим количеством экшн-сцен и трюков, снятых с участием каскадёров, с минимальным использованием компьютерной графики. Сборы во всём мире составили свыше 379 миллионов долларов, что сделало «Безумного Макса: Дорогу ярости» самым кассовым фильмом франшизы. Лента была удостоена крайне высоких отзывов мировой кинопрессы и признана одним из главных фильмов года, а по мнению большинства изданий — и фильмом десятилетия. Фильм получил множество премий, в частности, десять номинаций на премию «Оскар», в шести из которых одержал победу.

## Сюжет
Война за ресурсы привела к краху цивилизации, на просторах постапокалиптической пустоши Австралии царствуют безумие и дикие банды на самодельном транспорте. Даже моря начали высыхать и оставлять после себя пустыню. Бывший «Воин Дороги», а теперь странник-одиночка Макс Рокатански (Том Харди) скитается по Пустоши, мучимый видениями о тех, кого он знал и не смог спасти. Так он попадает в плен к налётчикам из Цитадели — процветающего поселения, стоящего на подземных источниках воды и управляемого диктатором Несмертным Джо (Хью Кияс-Бёрн), которого подданные считают богом во плоти, а верные ему «воины полураспада» искренне верят, что после смерти будут гонять вместе с ним по просторам Вальхаллы. Макс служит источником крови, или «тушей», для переливания одному из водителей Несмертного Джо, Наксу (Николас Холт).
Военачальница Фуриоса (Шарлиз Терон), одна из полевых командиров Несмертного Джо, сбегает от хозяина на боевой фуре вместе с гаремом диктатора — пятью молодыми женщинами, называемыми «кобылицами». Целью Фуриосы являются «Зелёные Земли», плодородная местность по ту сторону пустыни, где она родилась и откуда её с матерью забрали. Их преследует на разномастных автомобилях и мотоциклах армия Несмертного Джо, к которой скоро присоединяются ещё два отряда — воины Людоеда, поставляющего Цитадели горючее из города Газтаун, и Главного Оружейника, снабжающего Несмертного Джо оружием и боеприпасами со Свинцовой Фермы. На героев нападают и враждебные обеим сторонам бандиты-Дикобразы, чьи машины усажены железными кольями. В катастрофических размеров песчаной буре автомобиль Накса разбивается, и Максу удаётся освободиться от своего пленителя, забрать свою куртку и обрез и присоединить к себе группу Фуриосы.
В узком каньоне герои сталкиваются с бандой байкеров, с которыми Фуриоса заключила, в обмен на цистерну с топливом, договор взорвать с помощью динамита проход в скалах. Главарь байкеров отказывается это делать, так как по его словам «на хвосте должна была быть пара машин, а она привезла с собой два отряда». Байкеры же заваливают проход, тем самым преграждая дорогу Несмертному Джо и его армии, после чего обстреливают боевую фуру и швыряют в неё гранаты. Фуриоса и Макс стреляют в байкеров, заставив тех прекратить битву. Джо преодолевает завал на своём автомобиле, но в погоне погибает одна из пассажирок грузовика, Великолепная Ангарад, однако на грузовике оказывается Накс, заброшенный туда Несмертным Джо. Не преуспев в попытке убийства Фуриосы и обвиняя себя в гибели Ангарад, Накс полностью деморализован. Одна из жён Несмертного Джо вселяет в него веру в лучшее, и он присоединяется к группе героев.
На мрачных болотах грузовик вязнет в трясине, однако Максу удаётся обвязать цепью дерево и присоединить её одним концом к машине. Фуриоса стреляет Главному Оружейнику прямо в глаза. Ослепший и рассвирепевший Оружейник завязывает глазницы и, проклиная Фуриосу и её команду, начинает наобум стрелять из пулемётов. Тем временем фуре удается выйти из болота, но вскоре двигатель перегревается, и машину приходится остановить для охлаждения двигателя. Макс изготовляет ловушку, в результате чего машина с Главным Оружейником взрывается, а Рокатански возвращается с оружием для своей команды. Достигнув пустыни по другую сторону болот, герои находят нескольких женщин — остатки «Тысячи матерей», племени Фуриосы, бежавшего из «Зелёных Земель». Оказалось, что болота и были «Зелёными Землями» из воспоминаний Фуриосы.
Ночью Фуриоса составляет дальнейший план действий и решает продолжить путь через солончак. Одна из жён Джо разговаривает со старой «матерью», которая показывает ей саквояж, полный семян, говоря, что надеется однажды найти пригодную землю для растений. Когда Фуриоса и остальные на байках отправляются в дорогу, Макса опять накрывают видения и он понимает, что даже спустя месяцы пути впереди может быть всё тот же солончак.
Макс предлагает группе вместо безнадёжного пути дальше по солончакам вернуться в Цитадель и захватить её, пользуясь отсутствием Несмертного Джо и гибелью большей части его армии. На обратном пути отряд Джо нагоняет героев. Завязывается бойня, в ходе которой Фуриосе, несмотря на тяжёлое ранение, удаётся перебраться на машину Джо и убить его. Накс жертвует собой, разбив грузовик в каньоне и позволив героям уйти от преследования на машине Джо. По возвращении в Цитадель Фуриосу и оставшихся в живых пускают внутрь, когда они показывают труп Джо, а Макс, вечно одинокий «Воин Дороги», покидает её, скрывшись в толпе.

## В ролях
| Актёр                   | Роль                                     |
| ----------------------- | ---------------------------------------- |
| Том Харди               | Макс Рокатански                          |
| Шарлиз Терон            | Фуриоса                                  |
| Николас Холт            | Накс                                     |
| Хью Кияс-Бёрн           | Несмертный Джо правитель цитадели        |
| Роузи Хантингтон-Уайтли | Великолепная Ангарад жена Джо            |
| Зои Кравиц              | Тост Знающая жена Джо                    |
| Эбби Ли Кершоу          | Неуклюжая жена Джо                       |
| Райли Кио               | Способная жена Джо                       |
| Кортни Итон             | Чидо Ранимая жена Джо                    |
| Меган Гейл              | Валькирия                                |
| Мелисса Яффер           | Хранительница Семян                      |
| Натан Джонс             | Риктус Эректус сын Джо                   |
| Джош Хелман             | Слит                                     |
| Ричард Картер           | хозяин Свинцовой фермы Главный Оружейник |
| Джон Говард             | Людоед правитель города                  |

| Актёр                                                                      | Роль                                  |
| -------------------------------------------------------------------------- | ------------------------------------- |
| Мелита Юришич Джиллиан Джонс Джой Смитерс Антуанетт Келлерман Кристина Кук | женщины племени «Тысячи матерей»      |
| Энгус Сэмпсон                                                              | органомеханик                         |
| Дженнифер Хэйгэн                                                           | мисс Гидди                            |
| Квентин Кенихан                                                            | Корпус Каллосум сын Джо               |
| Шон Хэйп                                                                   | слепой гитарист Кома, Оглушающий Воин |
| Джон Айлз                                                                  | Ас                                    |
| Крис Паттон                                                                | Морсов                                |
| Коко Джек Гиллис                                                           | девочка из видений Макса              |

## Производство

### Создание сценария
Джордж Миллер начал работу над четвёртым фильмом серии в конце 1990-х годов. Миллер говорил в интервью, что задумал фильм ещё в 1998 году, когда переходил улицу в Лос-Анджелесе: идея пришла ему в голову, когда он дошёл до середины улицы, а добравшись до тротуара на противоположной стороне, он решил её оставить, так как считал трилогию о Безумном Максе законченной. Тем не менее, годом позже Миллер во время длинного авиаперелёта из Лос-Анджелеса в Австралию наметил общую канву истории, где жестокие мародёры должны были сражаться друг с другом не за материальные ресурсы, а за живых людей.
Сценарий был написан в соавторстве с британским художником-комиксистом Бренданом Маккарти. Маккарти был большим поклонником «Воина дороги»; вместе с режиссёром он создал раскадровки для всего фильма — порядка 3500 рисунков. Фильм с самого начала планировался как одна грандиозная погоня с минимумом диалогов — цитируя Хичкока, Миллер говорил, что хочет сделать фильм, к которому в Японии не понадобятся субтитры. Одна из легенд, окружавших производство фильма, утверждала, что «Дорогу ярости» якобы снимали без письменного киносценария, лишь по этим раскадровкам. Миллер и Маккарти опровергали эти слухи — Миллер на запрос сайта IndieWire отвечал «Ну конечно же, у нас был сценарий! Как бы ещё мы смогли презентовать проект студии, актёрам и съемочной группе, чтобы вызвать у них интерес?». Маккарти, впрочем, сообщал, что окончательный вариант сценария был составлен уже после завершения работы над раскадровками.

### «Производственный ад» и подбор актёров
В связи с финансовыми и другими трудностями фильм попал в «производственный ад», который длился около 17 лет. Съёмки фильма должны были начаться в 2001 году. Однако, несмотря на имеющийся бюджет, разработка фильма приостановилась из-за терактов 11 сентября 2001 и последующего падения курса доллара США к австралийскому доллару. C началом войны в Ираке фильм был отложен.
Австралийский актёр Мел Гибсон, сыгравший Макса Рокатански в первых трёх частях серии, был заинтересован в исполнении роли, и в 2000—2001 годах фильм должен был сниматься с его участием. Однако в 2000-х годах Гибсон приобрёл скандальную репутацию, сделавшую его в Голливуде персоной нон грата; кроме того, Миллер счёл, что Гибсон уже слишком стар для роли Макса. В ноябре 2006 года Миллер заявил, что всё ещё намеревается снять фильм, но уже без Гибсона: «Есть реальная надежда. Меньше всего я хотел очередную часть „Безумного Макса“, но появился сценарий, и я абсолютно поглощён им». Миллер вёл продолжительные переговоры с другим работающим в Голливуде австралийским актёром, Хитом Леджером, но Леджер скончался в 2008 году. В октябре 2009 года СМИ сообщали, что переговоры насчёт главной роли ведёт британский актёр Том Харди. В июне 2010 года Харди подтвердил, что сыграет роль Макса.

### Съёмки
В октябре 2009 года Миллер сообщил, что съёмки фильма начнутся в начале 2011 года в Брокен-Хилле. Миллер последовательно снимет две части «Безумного Макса» — «Дорогу ярости» и его сиквел, «Фуриоса».
В ноябре 2011 года съёмки фильма в Брокен-Хилле были сорваны: впервые за пятнадцать лет в этой засушливой местности начались затяжные дожди. По словам Миллера, «красная пустыня превратилась в цветущий сад, в Великих солёных озёрах в центре Австралии завелись пеликаны и лягушки». Такие пейзажи не подходили для постапокалиптического мира «Безумного Макса», и Миллер решил выждать ещё год, надеясь, что по окончании дождей Брокен-Хилл снова преобразится в необходимую для съёмок пустыню. Этого не произошло, и в 2012 году съёмки фильма были перемещены из австралийского Брокен-Хилла в африканскую Намибию.
Съёмки картины возобновились в июле 2012 года в Намибии, спустя почти восемнадцать месяцев после запланированного срока. В феврале 2013 года «Намибийская управляющая группа по сохранению побережья» обвинила продюсеров в повреждении частей пустыни Намиб, приведшем к сокращению численности видов растений и животных. В сентябре было сообщено, что 22 ноября в Сиднее начнутся трёхнедельные дополнительные съёмки. Вопреки сообщениям о том, что Мел Гибсон, исполнитель роли Макса в первых трёх фильмах, исполнит камео «бродяги», Миллер сказал, что «это было бы здорово, так или иначе, но нет, это неправда».
Отбором водителей-каскадёров руководил американец русского происхождения Мартин Иванов, удостоенный двух голливудских премий «Taurus» за постановку автомобильных трюков в шпионских боевиках. Постановку 300 трюков, вошедших в картину, осуществлял австралиец Гай Норрис. Для съёмки было спроектировано и построено более 100 уникальных автомобилей, дизайн которых разработал концептуальный художник Питер Паунд. В качестве основы использовались модифицированные шасси и агрегаты серийных машин, например, «Tatra T815» была переделана в тягач Фуриосы. Из 2700 монтажных кадров фильма более двух тысяч содержат ту или иную часть, созданную средствами графики CGI. При этом от полного воссоздания изображения при помощи компьютера авторы фильма отказались, предпочтя снять основу всех сцен на реальной площадке, даже при их последующей полной переработке.

## Маркетинг
Первый трейлер фильма был показан в рамках мероприятия San-Diego Comic Con в 2014 году. 31 марта 2015 Warner Bros. Pictures опубликовала новый «главный» трейлер к фильму.
В рамках промокампании фильма «Безумный Макс: Дорога ярости» совместно с Warner Brothers команда Формулы-1 Lotus построила концептуальный болид Lotus F1 Team Mad Max Hybrid в постапокалиптичном духе, представив его во время Гран-при Испании, также реклама фильма была нанесена на болиды команды.

## Отзывы и оценки
Фильм получил крайне положительные отзывы у кинокритиков, некоторые из которых назвали его лучшим фильмом 2015 года.
. По данным Rotten Tomatoes, 97 % отзывов были положительными. Сайт обобщает их мнения так: «Благодаря захватывающему действию и удивительной глубине повествования „Дорога ярости“ с грозным рёвом возвращает к жизни постапокалиптическую франшизу Джорджа Миллера».
Десятки изданий включили его в списки лучших фильмов года, а некоторые, например IndieWire, New York Times, Empire, Roger Ebert, «Кинопоиск», «Мир фантастики» назвали его фильмом года.
Фильм получил множество наград, включая шесть премий «Оскар» за лучшие: монтаж, работу художника-постановщика, костюмы, грим, звук и звуковой монтаж, обойдя всех прочих номинантов по количеству полученных статуэток, и установив новый рекорд среди полученных наград для австралийского фильма.
По подсчётам агрегатора Metacritic, «Дорога ярости» стала фильмом десятилетия: именно её больше всего изданий включило в свои списки лучших фильмов 2010-х, в том числе 20 из них поставило её на первое место — в два с лишним раза больше, чем любой другой фильм.

## Награды и номинации
- 2015 — премия Американского института киноискусства за лучший фильм года.
- 2015 — премия Национального совета кинокритиков США за лучший фильм.
- 2015 — приз ФИПРЕССИ за лучший фильм года на кинофестивале в Сан-Себастьяне.
- 2015 — 8 премий Австралийской киноакадемии: лучший фильм (Даг Митчелл, Джордж Миллер, П.Дж. Вотен), лучшая режиссура (Джордж Миллер), лучшая операторская работа (Джон Сил), лучший монтаж (Маргарет Сиксел), лучшая музыка (Junkie XL), лучшая работа художника-постановщика (Колин Гибсон), лучшие визуальные эффекты (Эндрю Джексон, Том Вуд, Дэн Оливер, Энди Уильямс, Холли Рэдклифф, Фиона Кроуфорд), лучший звук (Крис Дженкинс, Грегг Рудлофф, Бен Осмо, Марк Манджини, Дэвид Уайт, Скотт Хеккер, Уэйн Пашли). Кроме того, лента получила 4 номинации: самый популярный австралийский фильм, лучший оригинальный сценарий (Джордж Миллер, Ник Латурис, Брендан МакКарти), лучшая женская роль (Шарлиз Терон), лучший дизайн костюмов (Дженни Биван).
- 2015 — номинация на премию «Золотая лягушка» фестиваля Camerimage (Джон Сил).
- 2016 — 6 премий «Оскар»: лучший монтаж (Маргарет Сиксел), лучшая работа художника-постановщика (Колин Гибсон, Лиза Томпсон), лучший дизайн костюмов (Дженни Биван), лучший грим и причёски (Лесли Вандеруолт, Элка Вардега, Дэмиан Мартин), лучший звук (Крис Дженкинс, Грегг Рудлофф, Бен Осмо), лучший звуковой монтаж (Марк Манджини, Дэвид Уайт). Кроме того, лента получила 4 номинации: лучший фильм (Даг Митчелл, Джордж Миллер), лучшая режиссура (Джордж Миллер), лучшая операторская работа (Джон Сил), лучшие визуальные эффекты (Эндрю Джексон, Том Вуд, Дэн Оливер, Энди Уильямс).
- 2016 — 2 номинации на премию «Золотой глобус» за лучший фильм-драму и за лучшую режиссуру (Джордж Миллер).
- 2016 — 4 премии BAFTA: лучший монтаж (Маргарет Сиксел), лучшая работа художника-постановщика (Колин Гибсон, Лиза Томпсон), лучший дизайн костюмов (Дженни Биван), лучший грим и причёски (Лесли Вандеруолт, Дэмиан Мартин). Кроме того, лента получила 3 номинации: лучшая операторская работа (Джон Сил), лучший звук (Скотт Хеккер, Крис Дженкинс, Грегг Рудлофф, Бен Осмо, Марк Манджини, Дэвид Уайт), лучшие визуальные эффекты (Эндрю Джексон, Том Вуд, Дэн Оливер, Энди Уильямс).
- 2016 — премия Гильдии киноактёров США за лучшую работу каскадёров в художественном фильме.
- 2016 — премия «Сатурн» за лучшую женскую роль (Шарлиз Терон), а также 9 номинаций: лучший научно-фантастический фильм, лучшая режиссура (Джордж Миллер), лучший сценарий (Джордж Миллер, Ник Латурис, Брендан МакКарти), лучшая музыка (Junkie XL), лучший монтаж (Маргарет Сиксел), лучшая работа художника-постановщика (Колин Гибсон, Лиза Томпсон), лучший грим (Дэмиан Мартин, Надин Пригге), лучшие спецэффекты (Эндрю Джексон, Том Вуд, Дэн Оливер, Энди Уильямс), лучшая коллекция на DVD или Blu-ray.
- 2016 — две Международные премии Австралийской киноакадемии за лучший фильм (Даг Митчелл, Джордж Миллер) и за лучшую режиссуру (Джордж Миллер), а также номинация в категории «лучшая женская роль» (Шарлиз Терон).
- 2016 — премия «Спутник» за лучшую операторскую работу (Джон Сил), а также 3 номинации: лучшая работа художника-постановщика (Колин Гибсон), лучший звук (Скотт Хеккер, Крис Дженкинс, Грегг Рудлофф, Бен Осмо, Марк Манджини, Дэвид Уайт), лучшие визуальные эффекты (Эндрю Джексон, Том Вуд, Дэн Оливер, Энди Уильямс).
- 2016 — премия Американской ассоциации монтажёров за лучший монтаж полнометражного драматического фильма (Маргарет Сиксел).
- 2016 — Премия Американского общества кинооператоров за лучшую операторскую работу (Джон Сил).
- 2016 — премия «Голубая лента» за лучший фильм на иностранном языке.
- 2016 — премия Гильдии художников по костюмам за лучшие костюмы в фэнтези-фильме (Дженни Биван).
- 2016 — 4 премии «Империя»: лучший саундтрек, лучший дизайн костюмов (Дженни Биван), лучший грим и причёски, лучшая работа художника-постановщика (Колин Гибсон). Кроме того, лента получила 6 номинаций: лучший фильм, лучший научно-фантастический/фэнтезийный фильм, лучший режиссёр (Джордж Миллер), лучший актёр (Том Харди), лучшая актриса (Шарлиз Терон), лучшие визуальные эффекты.
- 2016 — 3 премии Лондонского кружка кинокритиков: лучший фильм года, лучший режиссёр (Джордж Миллер), лучший британский актёр (Том Харди).
- 2016 — номинация на премию Японской киноакадемии за лучший зарубежный фильм.
- 2016 — номинация на премию «Бодиль» за лучший неамериканский фильм.
- 2016 — номинация на премию Гильдии режиссёров США за лучшую режиссуру художественного фильма (Джордж Миллер).
- 2016 — номинация на премию Американского общества специалистов по кастингу за лучший кастинг в высокобюджетном драматическом фильме (Ронна Кресс, Никки Барретт).
- 2016 — номинация на премию «Хьюго» за лучшее драматическое представление — длинная форма (Джордж Миллер, Ник Латурис, Брендан МакКарти).
- 2017 — номинация на премию «Сатурн» за лучшее специальное DVD/Blu-ray-издание.

## Факты
- В оригинальной озвучке бандиты «Дикобразы» говорят на русском языке (в русскоязычной версии на немецком).

## Приквел
В октябре 2020 года стало известно о начале работы над приквелом фильма — картиной «Фуриоса: Хроники Безумного Макса». Приквел вышел на экраны в 2024 году.

## Сиквел
В 2011 году, в процессе написания сценария для «Дороги ярости», Миллер и Маккарти обнаружили, что у них достаточно сюжетного материала для двух сценариев. В марте 2015 года в интервью Esquire Харди рассказал, что после «Дороги ярости» он будет сниматься ещё в трёх фильмах о Безумном Максе. В мае 2015 года Миллер рассказал Wired, что если фильм будет иметь успех, он расскажет ещё две истории. Позже в том же месяце Миллер сообщил, что планы по созданию сиквела изменились, и пятый фильм франшизы будет называться «Безумный Макс: Пустошь». В октябре 2015 года у команды Миллера были сценарии для двух сиквелов.
Позже в том же месяце Миллер уточнил, что «Безумный Макс: Пустошь» — это рабочее название сиквела. Миллер подтвердил своё намерение продолжить франшизу после появления сообщений об обратном. В ноябре 2017 года стало известно, что иск, поданный продюсерской компанией Миллера против Warner Bros. по поводу спорного бонуса в размере 7 миллионов долларов, скорее всего, задержит производство сиквелов. В июле 2019 года Миллер сообщил IndieWire, что оба фильма будут самостоятельными: история Безумного Макса и история Фуриосы.